# Dioscoro Rabor
Dioscoro S. Rabor (Cebu City, 18 mei 1911 - Laguna, 25 maart 1996) was een Filipijns zoöloog en natuurbeschermer.

## Biografie
Dioscoro Rabor werd geboren op 18 mei 1911 in Cebu City.
Rabor leidde meer dan 50 expedities in de bossen van meer dan 25 Filipijnse eilanden. Uit de grote hoeveelheden exemplaren die Rabor tijdens deze expedities verzamelde, zijn acht nieuwe vogelsoorten en 61 nieuwe ondersoorten beschreven. Uit de verzamelingen van Rabor zijn ook vele nieuwe soorten zoogdieren beschreven. Rabor schreef mee aan 87 boeken en artikelen. 10 van deze artikelen schreef hij samen met Austin L. Rand, acht met Sidney Dillon Ripley en 3 met John DuPont.
Verschillende diersoorten zijn naar Rabor vernoemd, zoals de vogel Rands sluiptimalia (Napothera rabori), de vleermuis Nyctimene rabori, de eekhoorn Sundasciurus rabori, de katachtige Prionailurus bengalensis rabori en de knaagdieren Rattus rabori en Crunomys rabori (inmiddels synoniemen van respectievelijk Bullimus bagobus en Crunomys melanius). Een vogel, Lina's honingzuiger (Aethopyga linaraborae) is naar zijn vrouw Lina genoemd.
Rabo overleed in 1996 op 84-jarige leeftijd. Hij was getrouwd met Lina Florende, die hem op de meeste veld expedities vergezelde. Samen kregen ze vier dochters en twee zonen.

## Bron
- Robert S. Kennedy & Hector C. Miranda: In Memoriam Discoro S. Rabor, 1911-1996 in The Auk Vol. 115(1): S. 204-205, 1998. PDF, Online

- Bibliothèque nationale de France: cb15607472j (data)
- Gemeinsame Normdatei: 1198272139
- International Standard Name Identifier: 0000 0000 6664 5726
- Library of Congress Control Number: n50052417
- Nationale Bibliotheek van Israël: 987007373911805171
- Nederlandse Thesaurus van Auteursnamen: 074198394
- Trove: 952943
- Virtual International Authority File: 92423559
- WorldCat: E39PBJpdQ6vHWFMqvTv8Rgptrq